# Parmotrema subrugatum
Parmotrema subrugatum är en lavart som först beskrevs av August von Krempelhuber och som fick sitt nu gällande namn av Mason Ellsworth Hale. 
Parmotrema subrugatum ingår i släktet Parmotrema och familjen Parmeliaceae. Inga underarter finns listade i Catalogue of Life.